# Mehmed Emin Ali Pacha
Le Pacha Mehmed Emin Ali, né le 5 mars 1815 à Constantinople (Empire ottoman) et mort le 7 septembre 1871 dans la même ville, est un homme d'État ottoman. Aux côtés de Moustapha Reschid Pacha et de Mehmed Fuad Pacha, il a attaché son nom à la politique de réformes intérieures des Tanzimat, dont il ne put cependant pas voir l'aboutissement.

## Biographie
Ministre des affaires étrangères en 1846, président du conseil en 1848, il apaisa les différends gréco-turcs. Grand vizir de la « Sublime Porte » en 1852, président du conseil des tanzimat en 1854, il prépara les réformes dont il avait toujours été partisan. Après avoir représenté la Porte aux conférences de Vienne (1855), il est de nouveau au grand vizirat et pourvoit à l'application du célèbre Hatti-Humayoun du 18 février 1856, en faveur des chrétiens. Envoyé comme plénipotentiaire au Congrès de Paris, il y défend avec talent les intérêts de sa patrie et signe le traité de paix qui termine la guerre de Crimée (30 mars 1856). Dès 1867, comme grand vizir, puis comme régent (pendant le voyage d'Abd ul-Aziz à Paris, et à Londres), il combat l'insurrection de Crète ; en 1868, il se rend dans le pays pour le pacifier. Cet homme d'État, très favorable au progrès, est mort sans avoir pu réaliser les réformes dont il comprenait la nécessité. Dans ses loisirs, il s'adonnait à la poésie.